# Joakim Lundberg
Joakim Lundberg, född 12 februari 1974 i Haninge är en före detta svensk ishockeyspelare (back) som spelade i Elitserien under åren 1994–2004. 
Joakim var en defensivt spelande back.
Han var med och vann J-VM-silver för Sverige 1994.
Avslutade karriären i Hammarby IF i Allsvenskan.

## Klubbar
- Djurgårdens IF 92–93, 94–98 (Elitserien)
- Södertälje SK 93–94 (div 1)
- Västerås IK 98–00   (Elitserien)
- Malmö IF 00–04      (Elitserien)
- Hammarby IF 04–06   (Allsvenskan)